# A holnapok ravatalán
Az A holnapok ravatalán a Moby Dick együttes tizenkettedik lemeze. 2011. október 10-én jelent meg a Hammer Records gondozásában. Az album címe eredetileg "Durván akár a vulkán" lett volna. A Mahasz lista első helyén nyitott.

## Az album dalai
Az összes dalszöveget Pusztai Zoltán írta.
1. Intro
2. Durván akár a vulkán
3. A semmi talapzatán
4. Gonosz erő
5. Bölcső és koporsó
6. A holnapok ravatalán
7. Ki mer a szemembe nézni?
8. Éjfél után tíz perccel
9. Bebetonozva
10. Csak a döbbenet
11. Játszik velem egy álom
12. Outro

## Bónusz DVD
A korábban csak VHS-en megjelent 1998-as búcsúkoncert felvétele.
Búcsúkoncert (1998. november 14., Petőfi Csarnok)
1. Körhinta
2. Bűz van
3. Beteg a Föld
4. Kegyetlen évek
5. S.O.S.
6. Élsz vagy meghalsz
7. Káosz és zűrzavar
8. Motorizált nemzedék (Beatrice-feldolgozás Nagy Feróval)
9. Hősök tere (Beatrice-feldolgozás Nagy Feróval)
10. Üvöltés
11. Indul a box
12. Pokolrock
13. Másféle tűz
14. Ne köss belém
15. A III. világháború előtt
16. Tobacco Road (Hobo Blues Band-feldolgozás Hobóval)
17. Sztárfaló (Hobo Blues Band-feldolgozás Hobóval)
18. Gazember (Hobo Blues Band-feldolgozás Hobóval)
19. Legyél jó
20. Ilyen ez a század
21. Good Bye
22. Ugass kutya
23. Keresztes vitéz

Extrák
- Durván akár a vulkán (koncertklip)
- werkfilmek

## Közreműködők
Moby Dick
- Schmiedl Tamás - gitár, ének
- Mentes Norbert - gitár
- Gőbl Gábor - basszusgitár
- Hoffer Péter - dobok

Vendégzenészek
- Renato Pavesi - flamencogitár